# باري شو
باري شو (بالإنجليزية: Barry Shaw)‏ هو لاعب كرة قدم بريطاني في مركز نصف الجناح، ولد في 31 أكتوبر 1948 في Chilton, County Durham ‏ في المملكة المتحدة. لعب مع دارلينجتون إف سى.